# Mijalis Anastasakis
Mijalis Anastasakis (3 de diciembre de 1994) es un deportista de Grecia que compite en atletismo. Ganó una medalla de bronce en el Campeonato Europeo de Atletismo por Equipos de 2019, en la prueba de lanzamiento de martillo.